# Microgale nasoloi
Microgale nasoloi é uma espécie de mamífero da família Tenrecidae, endêmica de Madagascar.